# امبوهیماسینا، بتافو
امبوهیماسینا، بتافو (به لاتین: Ambohimasina, Betafo) یک سکونتگاه مسکونی در ماداگاسکار است که در واکینانکاراترا واقع شده‌است.

## خصوصیات
امبوهیماسینا ۱۸٬۰۰۰ نفر جمعیت دارد و ۱٬۴۲۱ متر بالاتر از سطح دریا واقع شده‌است.